# Marguerite Aucouturier
Marguerite Derrida (născută Aucouturier; n. 7 iulie 1932, Praga, Cehoslovacia – d. 21 martie 2020, Paris, Métropole du Grand Paris, Franța) a fost o psihanalistă franceză. A tradus mai multe lucrări psihanalitice în franceză.

## Biografie
Derrida a studiat psihologia la Societatea Psihanalitică din Paris și a tradus mai multe lucrări de Melanie Klein. A studiat apoi antropologia cu André Leroi-Gourhan în anii 1960.

### Viață personală
Marguerite este fiica traducătorului Gustave Aucouturier și a lui Marie Alferi, de origine cehă, și sora lui Michel Aucouturier, universitar specializat în opera lui Pasternak. S-a căsătorit cu Jacques Derrida pe 9 iunie 1957 în Cambridge, Massachusetts. Unul dintre fiii lor este scriitorul Pierre Alféri. Ea a apărut în două filme documentare în care vorbește despre viața alături de soțul ei în Ris-Orangis.
Marguerite a murit la Paris sâmbătă, 21 martie 2020, în urma complicațiilor cauzate de COVID-19, în timpul pandemiei de coronaviroză din Franța.

## Traduceri
- Melanie Klein :
  - Essais de psychanalyse. 1921-1945, Payot, 1984.
  - Deuil et dépression, Payot et Rivages, 2004
  - Psychanalyse d'enfants, Payot et Rivages, 2005
  - Le complexe d'Œdipe, Payot et Rivages, 2006
  - Sur l'enfant, Payot et Rivages, 2012
- Iouri Ianovski, Les Cavaliers, Paris, Éditions Gallimard, cu P. Zankiévitch și Elyane Jacquet, prezentată de Louis Aragon, 1957
- Roman Jakobson, La génération qui a gaspillé ses poètes, Paris, Allia, 2001.
- Maxim Gorki, Vie de Klim Samguine, 1961
- Vladimir Propp, Morphologie du conte